# Vesele, Krînîcikî
Vesele (în ucraineană Веселе) este un sat în așezarea urbană Bojedarivka din raionul Krînîcikî, regiunea Dnipropetrovsk, Ucraina.

## Demografie
Componența lingvistică a localității Vesele
     Ucraineană (77,78%)
     Rusă (22,22%)
Conform recensământului din 2001, majoritatea populației localității Vesele era vorbitoare de ucraineană (77,78%), existând în minoritate și vorbitori de rusă (22,22%).